# Lorenzo Casoni
Lorenzo Casoni (Sarzana, 16 de outubro de 1645 – Roma 19 de novembro de 1720) foi um cardeal católico romano.

## Biografia
Nasceu em Sarzana em 16 de outubro de 1645. De família nobre. Filho de Niccolò Casoni, conde de Villanova, e Giulia Petriccioli. Primo de Mons. Agostino Favoriti, secretário de Letras Latinas, a quem sucedeu. Tio-avô do cardeal Filippo Casoni (1801). Tio tataravô de Luigi Vannicelli Casoni (1839). Seu sobrenome também está listado como Casonus.
Acompanhado Luigi Bevilacqua, patriarca titular de Alexandria, núncio extraordinário ao Congresso de Nijmegen para assinar a paz entre a França e a Holanda, 1678-1679. Cânone do capítulo de S. Maria na Via Lata, Roma, julho de 1681. Nomeado simultaneamente secretário da Cifra, das Letras Latinas, da Congregação particular della Régale , da SC Consistorial e do Sagrado Colégio dos Cardeais, 19 de dezembro de 1682. Renunciou ao canonicato de S. Maria na Via Lata e foi nomeado cônego do capítulo da basílica patriarcal da Libéria, Roma.
Eleito arcebispo titular de Cesaréia, em 3 de março de 1690, com dispensa por não ter recebido o diaconato e o presbitério, em 3 de março de 1690. Consagrado, em 12 de março de 1690, basílica patriarcal da Libéria, pelo cardeal Francesco Nerli. Núncio perante o regente de Nápoles, 4 de março de 1690. Assistente no Trono Pontifício, 23 de março de 1690. Assessor da Suprema SC da Inquisição Romana e Universal, 11 de dezembro de 1701.
Criado cardeal sacerdote no consistório de 17 de maio de 1706; recebeu o gorro vermelho e o título de S. Bernardo alle Terme, em 25 de junho de 1706. Protetor da Ordem dos Frades Menores Observantes. Legado em Ferrara, 7 de novembro de 1707; ele havia recusado a legação em duas ocasiões anteriores; durante seu mandato, as forças imperiais ocuparam Comacchio e sitiaram Ferrara; ele partiu em 2 de dezembro de 1709. Legado em Bolonha, 9 de setembro de 1709 até 10 de abril de 1714; durante seu mandato, a cidade sofreu a praga; como um dos cardeais inquisidores gerais, recebeu a abjuração do luteranismo do eleitor Friedrich August da Saxônia, que posteriormente assumiu o trono polonês. Optou pelo título de S. Pietro in Vincoli, em 21 de janeiro de 1715. Junto com o cardeal Enrico Noris, OESAug., fez parte do partido antijesuíta. Na catedral de Sarzana,SS. Crocifisso, adornado com mármores preciosos e excelentes pinturas; ergueu na capela dois monumentos em homenagem aos Papas Inocêncio XII e Clemente XI, seus benfeitores.
Morreu em Roma em 19 de novembro de 1720, perto das 22 horas, Roma. Exposto em seu título, onde também ocorreu o funeral; e sepultado junto ao altar-mor dessa mesma igreja 